# Zubajda bint Džafar
Zubajda bint Džafar ibn al-Mansur (arabsko زبيدة بنت جافر بن المنصور) je bila najbolj znana abasidska princesa ter žena in dvojna sestrična kalifa Haruna al-Rašida, * 765/766, Abasidski kalifat, † 10. julij 831, Bagdad, Abasidski kalifat. 
Posebej znana je po gradnji niza vodnjakov, rezervoarjev in umetnih bazenov, ki so zagotavljali vodo muslimanskim romarjem na poti od Bagdada v Meko in Medino. Pot je bila njej v čast preimenovana v Darb Zubajda. Ona in podvigi njenega moža so vključeni v zbirko pripovedi Tisoč in ena noč. 

## Biografija
Datum Zubajdinega rojstva ni znan. Znano je le to, da je bila vsaj leto mlajša od Haruna. Njen oče Džafar je bil brat abasidskega kalifa al-Mahdija. Njena mati, Salsal, je bila starejša sestra al-Hajzuran, druge in najmočnejše žene kalifa al-Mahdija, ter matere bodočih kalifov Muse al-Hadija in Haruna al-Rašida. 
Zubajda je ljubkovalno ime, ki ji ga je dal njen stari oče, kalif al-Mansur. Ime pomeni 'majhna kroglica masla'. Zubajdi so ob rojstvi dali ime Suhajna ali Amat al-Aziz. Kasneje so ji dali osebno ime Um Džafar, ki pomeni Džafarjeva mati. Ime odraža njeno kraljevo poreklo, saj je bila vnukinja Abu Džafarja al-Mansurja in žena kalifa Abu Džafarja Haruna al-Rašida. Prek al-Mansurja je bila sestrična kalifa al-Rašida, s katerim je bila poročena. Njun sin je bil kasnejši kalif Mohamed al-Amin. Njen pastorek je bil al-Harunov drugi sin Abdulah al-Mamun, ki je po državljanski vojni z al-Aminom postal kalif. 
Pravijo, da je Zubajdina palača brenčala kot čebelji panj, ker je zaposlovala sto služkinj, ki so na pamet recitirale Koran.
Na svojem petem romanju v Meko je Zubajda videla, da je suša hudo prizadela prebivalstvo in zmanjšala vodne izvire. Ukazala je poglobiti izvire in porabila več kot 2 milijona dinarjev za izboljšanje oskrbe z vodo v Meki in celi provinci. Zgrajena sta bila akvadukt iz izvira Hunajn 95 kilometrov vzhodno od Meke in akvadukt iz 'izvira Zubajda' na ravnini Arafat, eni od obrednih lokacij na hadžu. Ko so jo njeni inženirji opozorili na stroške, da ne omenjamo tehničnih težav, je odgovorila, da je odločena opraviti delo, "četudi bi vsak udarec s krampom stal dinar".
Leta 792 je Harun al-Rašid dovolil od Mohameda prejeti prisego zvestobe (bay'ah). Mohameda je preimenoval v al-Amina (Zaupanja vreden), s čimer ga je dejansko označil za svojega glavnega dediča. Abdalaha je imenoval za drugega dediča z imenom al-Mamun (Zaupanja vreden) šele leta 799.
Zubajda je izboljšala tudi dvesto milj dolgo pot skozi puščavo med Kufo in Meko. Pot je bila tlakovana in očiščena skal in imela ob poti zalogovnike vode. Zalogovniki za vodo so zajemali tudi deževnico med nevihtami.
Ibn Batuta med omenjanjem Zubajde trdi, da "vsak rezervoar, bazen ali vodnjak na tej cesti iz Meke v Bagdad, pripada njeni obilni dobroti ... če ne bi bilo njene skrbi za to cesto, je nihče ne bi mogel uporabljati". Posebej omenja zalogovnike vode v Birkat al-Mardžumu in al-Karuri.
Zubajda je najela skupino pomočnikov, ki so upravljali njeno premoženje in delovali v njenem imenu v številnih poslovnih podvigih in neodvisno od Haruna. Njen zasebni dom je bil razkošen. Streglo se je na zlatih in srebrnih krožnikih in ne na preprostih usnjenih pladnjih, ki so bili takrat običajni. Uvedla je modo nošenja sandalov, posutih z dragulji. Njo so nosili na nosilnicah iz srebra in ebenovine in podloženih s svilo.
Zgradila si je palačo z veliko s preprogo pokrito banketno dvorano, ki so jo podpirali stebri iz slonovine in zlata. Na stenah so bili z zlatimi črkami vgravirani verzi iz Korana. Palačo je obdajal vrt, poln nenavadnih živali in ptic. Imela je hišno opico, oblečeno v konjenika, in najela 30 služabnikov, ki so skrbeli zanjo. Zubajdini obiskovalci, vključno z visokimi generali, so morali opici poljubiti roko. Povsod ji je sledila množica suženj, ki so vse znale Koran na pamet.
Po katastrofalnem potresu leta 791 je obnovila Tabriz.
Njen mož Harun al-Rašid je umrl marca 809 v Tusu. Nasledil ga je Mohamed al-Amin, ki je nadaljeval progresivno politiko svojega očeta. Prvi dve leti njegove vladavine sta bili na splošno mirni, potem pa je al-Amin poskušal odstraniti svojega polbrata al-Mamuna kot svojega dediča. Poskus je sprožil državljansko vojno. Njenega sina al-Amina so leta 813 ubili al-Mamunovi podporniki in prestol je nasledil al-Mamun, ki je bil njen pastorek, sin pokojne al-Rašidove konkubine Maradžil. Al-Mamun je Zubajdi izkazoval enako spoštovanje kot njen sin al-Amin.

## Poroka
Zubajda je bila prva žena kalifa Haruna al-Rašida, s katerim se je poročila leta 781 ali 782 v rezidenci Mohameda bin Sulejmana v Bagdadu. Imela je samo enega sina, Mohameda, bodočega kalifa al-Amina, rojenega aprila 787.
Abdalah, bodoči kalif al-Mamun, je bil rojen v Bagdadu v noči s 13. na 14. september 786 Harunu al-Rašidu in njegovi konkubini Maradžil iz Badgisa. Iste noči, ki je kasneje postala znana kot "noč treh kalifov", je umrl njegov stric, kalif al-Hadi. Nasledil ga je al-Mamunov oče Harun al-Rašid kot vladar Abasidskega kalifata. Maradžil je kmalu po porodu umrla, Abdalaha pa je vzgajala Zubajda.

## Smrt
Zubajda je umrla leta 831 med vladavino svojega pastorka al-Mamuna.

## Kalifi
Zubajda je bila v sorodu in sodobnica več abasidskih kalifov. Prva dva abasidska kalifa sta bila njen prastric oziroma stari oče. Bila je sodobnica devetega in desetega abasidskega kalifa, ko sta bila še mlada. Njeni sorodniki so bili naslednji kalifi:  
| Št. | Kalif          | Sorodstvo        |
| --- | -------------- | ---------------- |
| 1   | Al-Safah       | prastric         |
| 2   | Al-Mansur      | stari oče        |
| 3   | Al-Mahdi       | stric in tast    |
| 4   | Al-Hadi        | bratranec        |
| 5   | Harun al-Rašid | bratranec in mož |
| 6   | Al-Amin        | sin              |
| 7   | Al-Mamun       | pastorka         |
| 8   | Al-Mutasim     | pastorka         |
| 9   | Al-Vatik       | pastorka-vnuka   |
| 10  | Al-Mutavakil   | pastorka-vnuka   |